# 2004

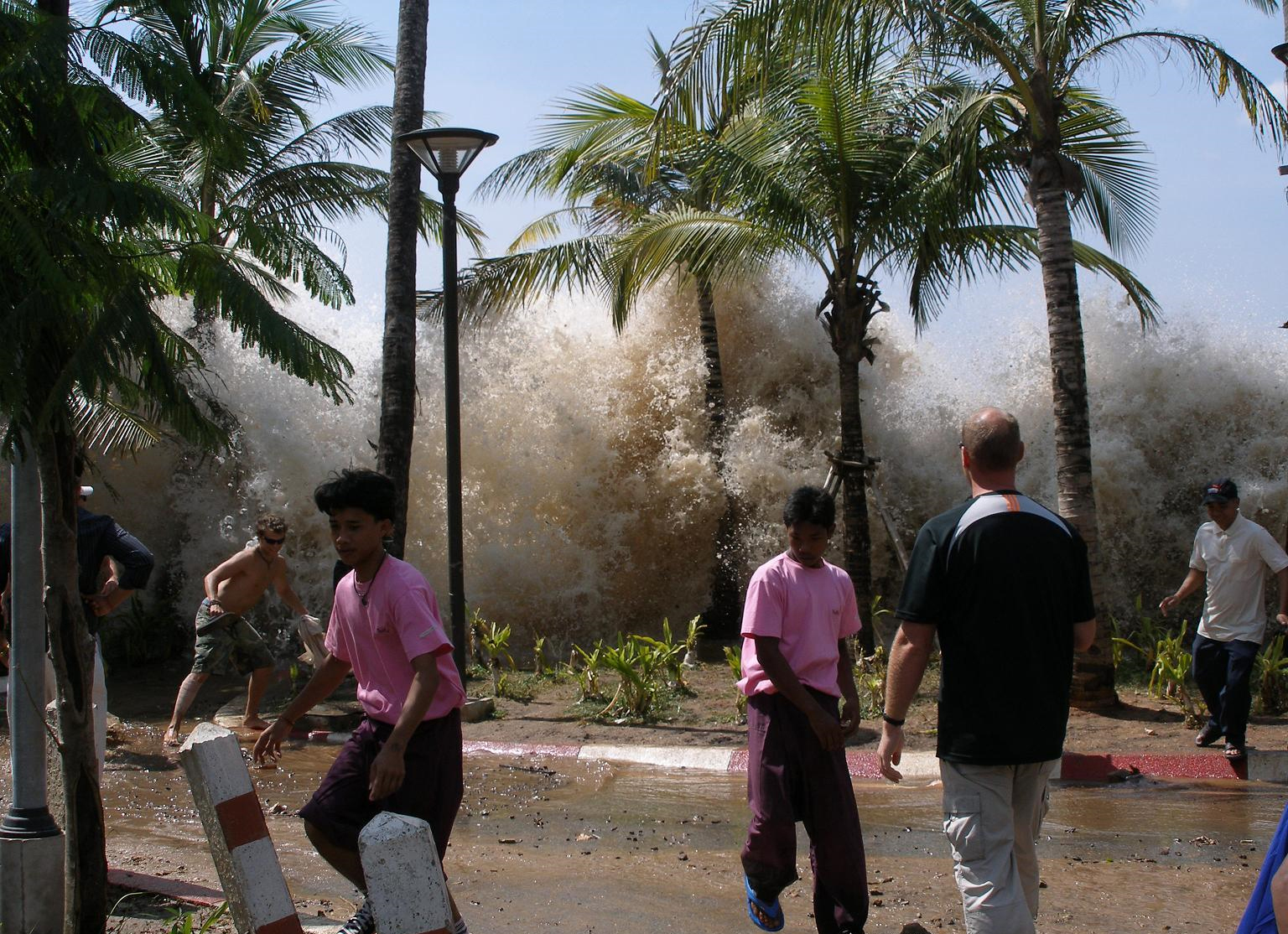
زلزال المحيط الهندي 2004 أسفر عن مقتل 229,866 ألف شخص

2004 هي سنة ميلادية كبيسة بدأت يوم الثلاثاء.

## أحداث
- نهاية حصار ياسر عرفات والذي بدأ في 29 مارس 2002.

### يناير
- 4 يناير - العربة الفضائية سبيريت تهبط بنجاح على سطح كوكب المريخ.
- 23 يناير - عربة وكالة الفضاء الأمريكية «سبيريت» تبدأ اتصالاتها من المريخ إلى الأرض.

### فبراير
- 20 فبراير - الانتخابات البرلمانية الإيرانية مع رفض ترشيح ثلث المرشحين. حصد المحافظون 133 مقعدا مقابل 37 للإصلاحيين.
- 24 فبراير 2004 زلزال عنيفة هز مدينة الحسيمة (شمال المغرب) بلغت قوتها 6,5 درجات على مقياس ريختر، خلفت ما يزيد عن 1094 قتيل و9261 بجروح بليغة وأزيد من 15230 بدون مأوى.

### مارس
- 11 مارس - انفجار في قطار أسباني في عاصمتها مدريد يودي بحياة 190 شخص وإصابة 1800. من أسوأ الأعمال الإرهابية التي أصابت اسبانيا. تحملت ما يسمى «كتائب أبي الحفص المصري\القاعدة» مسؤولية التفجير في رسالة إلكترونية إلى جريدة القدس العربي، ووجدت الشرطة تسجيل «أبو دجانة الأفغاني\القاعدة» قريبا من مكان الانفجار.
- 12 مارس/أحداث القامشلي 2004 - اندلاع انتفاضة كردية في شمال سوريا بدأت من مدينة القامشلي السورية ذات الاغلبية الكردية.
- 15 مارس - إعلان رسمي عن اكتشاف كويكبة (أو كوكب) سدنا.
- 27 مارس - أميرة فيليخاخن، مغنية سوبرانو هولندية.
- 28 مارس - تأجيل القمة العربية في تونس لأجل غير مسمّى لتباين وجهات النظر العربية.

### أبريل
- 4 أبريل: بدء حصار مدينة الصدر والذي استمر إلى 11 مايو 2008.
- 4 أبريل - فوز الألماني «شوماخر» بسباق الفورمولا 1 الذي أُقيم لأول مرة في بلد عربي (البحرين).
- 9 أبريل - فوز عبد العزيز بوتفليقة في الانتخابات الرئاسية الجزائرية لفترة ثانية.
- 26 أبريل - مجلس الحكم العراقي يكشف عن علم عراقي جديد.
- 29 أبريل - شركة «جوجل» صاحبة أشهر محرّك بحثي في العالم تطرح أسهم بقيمة 2.7 مليار دولار.

### مايو
- 11 مايو - موقع انترنت قريب من تنظيم القاعدة يعرض شريط فيديو يظهر ملثمين يذبحون مواطن أمريكي يدعى «نيك بيرغ» انتقاما لانتهاكات الجيش الأمريكي للمعتقلين العراقيين في سجن أبو غريب.

### يونيو
- 8 يونيو عبور كوكب الزّهرة.
- 28 يونيو - الاحتلال الأمريكي يسلّم مقاليد السلطة للحكومة العراقية المؤقّتة قبل يومين من التاريخ المحدّد (1 يوليو).
- 30 يونيو - أول رسالة دكتوراه عربية في قانون الإنترنت بعنوان الجرائم الناشئة عن قانون الإنترنت للباحث المصري عمر بن يونس في كلية الحقوق جامعة عين شمس.

### يوليو
- 4 يوليو - بداية العمل في برج الحرية الذي يحل مكان برجي التجارة العالمي في مدينة نيويورك.

### أغسطس
- 5 أغسطس - جيش المهدي يبدأ بالهجوم على مراكز الشرطة وقواعد الجيش الأمريكي في النجف معلنًا بداية معركة النجف في العراق
- 27 أغسطس - انتهاء معركة النجف بين جيش المهدي والقوات الأمريكية بعقد هدنة بعد وصول علي السيستاني

### أكتوبر
- 29 أكتوبر - مروحية تقل الرئيس ياسر عرفات إلى الأردن نتيجة تدهور حالته الصحية.

### نوفمبر
- 3 نوفمبر - الرئيس الأمريكي جورج دبليو بوش يحظى بفترة رئاسية ثانية.
- 3 نوفمبر - تعيين خليفة بن زايد آل نهيان رئيسًا للإمارات العربية المتحدة.
- 11 نوفمبر - وفاة الرئيس ياسر عرفات في مستشفى عسكري في باريس

### ديسمبر
- 22 ديسمبر - السعودية تسحب سفيرها من ليبيا وتطلب من السفير الليبي مغادرة المملكة متهمة بهذا الفعل الحكومة الليبية في مؤامرة ترمي لاغتيال ولي العهد الأمير عبد الله بن عبد العزيز آل سعود.
- 26 ديسمبر - موجة مد عارمة تكتسح شواطئ جنوب شرق آسيا وتحصد 150,000 نسمة.

## وفيات

### يناير
- 3 يناير - كمال الشيخ المخرج المصري عن عمر ناهز ال84 على إثر التهاب شديد الحدة بالأعصاب.
- 15 يناير - معروف الدواليبي، سياسي سوري.
- 17 يناير - والتر أوفنبيرغ، إحاثي أمريكي.
- 24 يناير - عبد الرحمن المنيف، الروائي السعودي.
- 26 يناير - صالح حمد، ممثل كويتي من أصل عراقي المشهور بشخصية أمبيريك.
- 27 يناير - مبارك الدبوس، نائب كويتي.
- 28 يناير - عمر القاضي، قاضٍ بحريني.

### فبراير
- 21 فبراير - وفاة الخطاط والعلامة الشاعر العراقي وليد الأعظمي.

### مارس
- 22 مارس - مقتل الشيخ احمد ياسين زعيم ومؤسس حركة حماس على يد القوات الإسرائيلية.

### أبريل
- 4 أبريل - وفاة عبد السلام بن برجس آل عبد الكريم رجل دين سعودي.
- 17 أبريل - مقتل عبد العزيز الرنتيسي أحد مؤسسي منظمة حماس على يد القوات الإسرائيلية.
- 24 أبريل - وفاة الممثل المصري محمود مرسي عن عمر ناهز ال80 أثناء تصوير مسلسله. الأخير والذي توقف عرضه بسبب وفاته (وهج الصيف) بالإسكندرية مسقط رأسه على إثر أزمة قلبية مفاجئة ولم يمش أي فنان في جنازته بناءً على وصيته التي كتبها في نعيه الخاص ووفاة الفنان المصري عثمان عبد المنعم عن عمر ناهز ال62.

### مايو
- 17 مايو - سيارة ملغومة تودي بحياة عزالدين سليم رئيس مجلس الحكم العراقي في وقتها وهو رئيس حزب الدعوة العراقي في حينه.
- 27 مايو - وفاة شيخ المقارئ المصرية السابق خليل حبة الحاصل على وسام الامتياز من الطبقة الأولى.

### يونيو
- 5 يونيو -
  - وفاة الرئيس الأمريكي الاسبق رونالد ريغان.

### يوليو
- 7 يوليو - حسين حلمي المهندس لمخرج ومؤلف سنيمائي مصري.
- 9 يوليو - محمد رمل مؤذن المسجد الحرام
- 21 يوليو - بدر بن سعود بن عبد العزيز آل سعود أمير منطقة الرياض سابقاً.
- 29 يوليو - مقتل عمرو أبو ستة وزكي أبو زرقة مؤسسين وقيادات كتائب الشهيد أحمد أبو الريش الجناح العسكري لحركة فتح.
- 29 يوليو - عبد الرحمن بن سعود بن عبد العزيز آل سعود رئيس مجلس إدارة نادي النصر السعودي سابقاً.

### سبتمبر
- 13 سبتمبر - كوثر النشاشيبي، مذيعة وممثلة أردنية.

### أكتوبر
- 17 أكتوبر - وفاة الممثل المصري ممدوح وافي عن عمر ناهز ال53 بمستشفى القصر العيني بعد صراع مرير مع سرطان جسيم بالجهاز الهضمي كاملاً.
- 21 أكتوبر - صالح النصر الله شاعر كويتي.

### نوفمبر
- 2 نوفمبر - الشيخ زايد بن سلطان آل نهيان رئيس دولة الإمارات العربية المتحدة.
- 11 نوفمبر - مقتل الرئيس الفلسطيني ياسر عرفات.
- 18 نوفمبر - فكري أباظة (ممثل)، ممثل مصري.
- 21 نوفمبر - مشهور بن سعود بن عبد العزيز آل سعود، أحد أبناء الملك سعود.
- 23 نوفمبر – وفاة ميرفت بدوى، اقتصادية مصرية.

### ديسمبر
- 1 ديسمبر - وفاة الممثلة الكوميدية المصرية حنان الطويل عن عمر ناهز ال38 على إثر هبوط حاد في الدورة الدموية.

## جوائز عالمية

### جائزة نوبل
- في الفيزياء – الأمريكيون دايفيد غروس وهيو دايفيد بولتيزر وفرانك ويلكزك.
- في الكيمياء – الإسرائيليان أهارون تشيخانوفير وأفرام هيرشكو والأمريكي إروين روز.
- في الطب – الأمريكيان ريتشارد أكسل وليندا باك.
- في الأدب – النمساوي الفريدي يلينيك.
- في السلام – الكيني وانجاري ماثاي.
- في الاقتصاد – النرويجي فين كيدلاند والأمريكي إدوارد بريسكوت.

### جائزة الملك فيصل العالمية
- في خدمة الإسلام – السوداني عبد الرحمن محمد سوار الذهب.
- في الدراسات الإسلامية – مناصفة بين الهندي علي أحمد غلام محمد ندوي والسعودي يعقوب عبد الوهاب الباحسين.
- في اللغة العربية والأدب – المصري حسين محمد نصار.
- في الطب – السويسري أولرخ سغفارت.
- في العلوم – البريطاني سمير زكي.